# Lost Ark (video game)
Lost Ark  é um jogo 2.5D action RPG multijogador massivo de fantasia (MMOARPG) com visão isométrica. É co-desenvolvido pela Tripod Studio e pela Smilegate RPG, subsidiária de desenvolvimento de jogos da Smilegate. Foi totalmente lançado na região sul-coreana em 4 de dezembro de 2019. O jogo também foi lançado na América do Norte, América do Sul e Europa em 11 de fevereiro de 2022, onde é publicado pela Amazon Games . Dentro de vinte e quatro horas após o lançamento, tornou-se o segundo jogo mais jogado da Steam .
Lost Ark ganhou seis das várias categorias no Korea Game Awards 2019.  O desenvolvimento do jogo custou cerca de US$ 85,4 milhões.

## Gameplay
Lost Ark é focado principalmente em PvE e exploração (quests, conquista/caça colecionável, artesanato, etc.), mas também apresenta elementos PvP . Os jogadores começam personalizando seu personagem, e então, sobem de nível conforme completam a missão principal. Alcançar o nível 50 desbloqueia o acesso ao conteúdo endgame do jogo (masmorras e raids), esse conteúdo é divido em tiers (1, 2 e 3), os quais o progresso está diretamente ligado ao seu item level.

## Desenvolvimento
O desenvolvimento de Lost Ark começou em 2011  sob o codinome Project T .
O jogo usa o Unreal Engine 3 para renderizar personagens 3D em um ambiente isométrico pseudo-3D. Ele suporta DirectX 9  e DirectX 11 .

### Lançamento
Lost Ark foi totalmente lançado na região sul-coreana em 4 de dezembro de 2019. Está em beta aberto na região russa e aberto para registro de beta fechado no Japão a partir de 25 de junho de 2020.
O jogo foi lançado em 11 de fevereiro de 2022 como um título free-to-play com servidores na América do Norte, América do Sul e Europa. Os usuários que compraram antecipadamente um dos quatro pacotes do fundador poderão jogar 3 dias antes de 8 de fevereiro de 2022. O jogo não está disponível na Bélgica e na Holanda devido à incompatibilidade de alguns de seus sistemas de recompensa com a legislação de loot box .

## Recepção
Lost Ark recebeu críticas "ligeiramente favoráveis" de acordo com o agregador de críticas Metacritic .
A PC Magazine elogiou o combate de Lost Ark, escrevendo: "As habilidades parecem boas, soam suficientemente poderosas e são ótimas de usar. Você não pode deixar de se sentir como um deus do combate quando você chuta uma multidão e explode monstros em pedaços sangrentos."  Apesar de gostar de alguns dos minigames, Rock Paper Shotgun não gostou da estrutura do jogo e sentiu que, comparado a outros MMOs, Lost Ark tinha pouco a oferecer: "Alguns podem apreciar as tarefas, o progresso gradual da barra de EXP e o fascínio de recompensas de saque brilhantes. . . No entanto, não há nada que eu tenha visto até agora nas missões e progressão do jogo que o faça se destacar da concorrência."  A PC Gamer gostou das habilidades de combate, mas criticou a história: "Lost Ark pode ser uma aventura cativante, o que torna uma pena que a história principal simplesmente não seja tão atraente. O elenco central de personagens é um carrossel em grande parte unidimensional de heróis e vilões exaustivamente nobres." 